# General armade (Ruska federacija)
General armade (izvirno rusko генера́л а́рмии) je najvišji aktivni (štirizvezdni) generalski vojaški čin, ki je v uporabi v: kopenskih silah, vojnem letalstvu, strateških raketnih silah, vojaških vesoljskih silah, zračnodesantni vojski, kopenskih silah vojne mornarice (pomorska pehota, pomorsko letalstvo,...), Zvezni agenciji za specialno gradnjo, notranjih silah MVD, Zvezni varnostni službi (FSB), Zvezni zaščitni službi (FSO), Zunanji obveščevalni službi (SVR), Glavnemu direktoratu za specialne programe in v silah civilne zaščite Ministrstva za izredne razmere ter je neposreden naslednik sovjetskega čina. Čin je bil ustanovljen leta 1992 z razpadom Sovjetske zveze in ustanovitvijo Ruske federacije.
Ustreza Natovemu razredu OF-10 ter činu admirala flote Vojne mornarice Ruske federacije. Je nadrejen činu generalpolkovnika. Obstaja višji čin, maršal Ruske federacije, ki pa je izključno častni čin.
Oznaka čina generalpolkovnika je trenutno sestavljena iz štirih peterokrakih zvezd (v eni vrsti) na generalski peterolinijski vijugasti črti. Od ustanovitve čina pa do leta 1997 je bila oznaka čina sestavljena iz ene velike zvezde in znaka kopenskih sil.

## Oznake
- Slavnostna epoletna oznaka čina (kopenske sile; 1992 - 1997)
- Slavnostna epoletna oznaka čina (kopenske sile; 1997 - danes)
- Službena epoletna oznaka čina (kopenske sile; 1997 - danes)[1]
- Bojna epoletna oznaka čina (kopenske sile; 1997 - danes)[2]
- Službena epoletna oznaka čina (vojno letalstvo)[3]